# Elijah Wood
Elijah Jordan Wood (Cedar Rapids, 28 januari 1981) is een Amerikaans acteur. Op achtjarige leeftijd speelde hij in 1989 zijn eerste kleine rol in de film Back to the Future Part II, gevolgd door rollen in onder andere Avalon (1990), North (1994) en Flipper (1996).
Zijn doorbraak was de rol van hobbit Frodo in The Lord of the Rings. Daarna speelde hij in films als Bobby, Eternal Sunshine of the Spotless Mind, Sin City, Green Street Hooligans en Everything Is Illuminated. Hij sprak de stem in van Mumble in de animatiefilm Happy Feet. In 2005 richtte hij zijn eigen platenlabel op, Simian Records.

## Kindertijd
Wood is de middelste van drie kinderen van ouders Debra D. Wood en Warren W. Wood. Hij werd geboren in Cedar Rapids in Iowa.  Als kind werkte hij als model en kreeg hij pianoles. Hij begaf zich voor het eerst op het podium toen hij op de lagere school zat, in de schoolvoorstelling van The Sound of Music. Het jaar daarna speelde hij een hoofdrol in de voorstelling The Wonderful Wizard of Oz.

## Carrière

### Vroege carrière
Wood stond af en toe model en acteerde in lokale reclamespotjes alvorens hij in 1988 met zijn familie naar Los Angeles verhuisde. Daar kreeg hij een rol in de videoclip "Forever Your Girl" van Paula Abdul, geregisseerd door David Fincher. Daarop volgde zijn filmrol in Back to the Future Part II (1989). Het was echter zijn rol als Aidan Quinns zoon in Barry Levinsons film Avalon (1990) die Wood in de spotlights zette. Deze film kreeg wereldwijd goede recensies en werd genomineerd voor vier Academy Awards.
Na een kleine rol in Internal Affairs (1990), kreeg Wood zijn eerste hoofdrol in de film Paradise (1991), waarin hij een jongen speelt die een van elkaar vervreemd koppel, Melanie Griffith en Don Johnson, weer bij elkaar brengt. Hij ontving goede kritieken voor zijn acteerwerk, waarna hij een rol kreeg naast Mel Gibson en Jamie Lee Curtis in Forever Young (1992) en naast Joseph Mazzello in Radio Flyer (1992).
In 1993 speelde hij samen met Macaulay Culkin in The Good Son en in datzelfde jaar had hij de hoofdrol in The Adventures of Huck Finn. In 1994 speelde hij, samen met Kevin Costner, in The War. Zijn prestatie in deze film leverde hem een nominatie op voor een Young Star Award. Voor deze prijs werd hij in totaal vier keer genomineerd, waarvan hij twee keer ook won.
In 1994 kreeg hij ook de hoofdrol in North. In 1995 verscheen hij in de videoclip "Ridiculous Thoughts" van The Cranberries. Het jaar daarop had hij de hoofdrol in Flipper, niet bepaald een commercieel succes, maar de goede kritieken en het financiële succes van zijn volgende film, The Ice Storm (1997) van Ang Lee, zorgden voor een positieve ontwikkeling in de carrière van de jonge acteur. In 1997 speelde hij ook nog The Artful Dodger in Oliver Twist. Deep Impact en The Faculty (beide films uit 1998) waren cruciaal voor Woods evolutie van kindster tot jonge acteur.
Woods volgende rol was het liefje van een wannabe hip-hop groupie in James Tobacks Black and White (1999) en als jonge huurmoordenaar in Chain of Fools.

### The Lord of the Rings en ander werk
Woods doorbraak kwam met zijn rol als Frodo in The Lord of the Rings: The Fellowship of the Ring, het eerste door Peter Jackson verfilmde deel van J.R.R. Tolkiens trilogie. De film, uitgebracht in 2001, gaf Wood een sterrenstatus.
The Lord of the Rings werd gefilmd op locatie in Nieuw-Zeeland. Na de laatste draaidag van de trilogie ontving Wood uit handen van regisseur Jackson cadeautjes: een van de ringen, die gebruikt werd als de Ene Ring op de set en Prik, het zwaard van Frodo. Ook kreeg Wood een paar 'hobbitvoeten' die hij droeg tijdens het maken van de film. Datzelfde jaar was de jonge acteur te zien in Ed Burns Ash Wednesday, een crimineel drama waarin ook Oliver Platt en Rosario Dawson speelden.
In 2002 leende Wood zijn stem aan figuren uit de Disneyfilm The Adventures of Tom Thumb and Thumbelina, een film die rechtstreeks op dvd is verschenen. Zijn belangrijkste rol dat jaar was echter weer Frodo Balings in The Lord of the Rings: The Two Towers.
Hij had vervolgens in 2003 twee relatief kleine rollen als "The Guy" in Spy Kids 3-D: Game Over en als assistent in Sean Astins The Long and Short of It en speelde hij ook in de film All I Want. In 2003 speelde hij voorlopig voor de laatste keer zijn rol als Frodo in The Lord of the Rings: The Return of the King, het laatste deel van Tolkiens trilogie.
In 2015 deed Wood de offscreen voice voor de documentaire 'Made in Japan', geregisseerd door Belg-Amerikaan Joshua Bishop.

### Na The Lord of the Rings
Vlak na het verschijnen van het laatste deel van de trilogie verscheen Wood in zijn eerste post-Frodo rol in Eternal Sunshine of the Spotless Mind (2004). Daarin speelt hij een labtechnicus die helpt om hartverscheurende herinneringen uit geheugens te verwijderen, maar daarbij zijn verworven kennis gebruikt om een voormalig patiënte het hof te maken.
Vervolgens kreeg hij een rol als kannibalistische seriemoordenaar Kevin in de verfilming van de Comic Book-serie Sin City (2005). Op 12 mei 2005 was Wood de presentator van een programma genaamd MTV Presents: The Next Generation Xbox Revealed, toen de nieuwe Xbox 360 werd gelanceerd.
Eveneens in 2005 acteerde Wood in Everything Is Illuminated, waarin hij een jonge joodse Amerikaanse man speelt die op zoek is naar de vrouw die zijn grootvader tijdens de Tweede Wereldoorlog heeft gered; ook speelt hij in Green Street Hooligans als een Amerikaanse student die meegesleurd wordt in het wereldje van gewelddadige Engelse voetbalsupporters. Beide films hadden een gelimiteerde release maar werden toch uiterst positief bekritiseerd.
Wood speelde in een deel van Paris, je t'aime, een film bestaande uit achttien delen van elk vijf minuten. Elk deel is geregisseerd door een andere regisseur. Woods deel, genaamd 'Quartier de la Madeleine', werd geregisseerd door Vincenzo Natali. De film werd voor het eerst getoond op 18 mei 2006 op het Filmfestival van Cannes en werd later ook gedraaid op het Internationale Filmfestival van Toronto. First Look Pictures kocht de Noord-Amerikaanse rechten op en de film werd in 2007 in de Verenigde Staten uitgebracht.
Ook speelde hij in Bobby van Emilio Estevez. De film ging in première op het Filmfestival van Venetië en werd op 17 november 2006 uitgebracht in New York en Los Angeles. De wereldwijde release volgde op 23 november. In Happy Feet, die ook op 17 november in première ging, verzorgde Wood de stem van Mumble, een pinguïn die kan tapdansen maar niet kan zingen.
In 2006 werkte hij mee aan Day Zero, waarin hij Aaron Feller speelt. De film debuteerde op het Filmfestival van Tribeca in 2007.
Op 19 november 2007 nam Wood de presentatie van "Saving a Species: The Great Penguin Rescue" op Discovery Kids Channel voor zijn rekening. Hiervoor werd hij genomineerd voor een Daytime Emmy in de categorie "acteren in een kinder/jeugd/familie special".
Op 4 januari 2007 stond Wood aan de zijde van de voorzitter van de Screen Actors Guild, Alan Rosenberg, voor het bekendmaken van de genomineerden van de 13e jaarlijkse Screen Actors Guild Awards. In dat jaar speelt hij ook in The Oxford Murders, de verfilming van het gelijknamige boek van Guillermo Martinez, waarin hij de rol opneemt van een student die een reeks bizarre, op wiskunde gebaseerde, moorden in Oxford onderzoekt. Deze film ging in première in Spanje op 18 januari 2008.
Wood was als stemacteur betrokken bij een langere versie van de korte film 9 van regisseur Tim Burton. Hij zou ook spelen in The Passenger, een biopic over zanger Iggy Pop, maar de productie van deze film werd in 2010 gestopt.
In 2010 speelde Wood voor het eerst een rol in een televisieserie, Wilfred.
In 2012 speelde hij wederom Frodo Balings, toen hij in de proloog van The Hobbit: An Unexpected Journey te zien was.
Samen met acteurs Seth Rogen en Danny McBride speelde hij in videoclip van "Make Some Noise" van Beastie Boys.

### Ander werk
Wood is een van de grootste muziekverzamelaars in Hollywood. In 2005 richtte hij zijn eigen platenmaatschappij op, Simian Records, waarbij minstens twee bands zich aansloten: The Apples in Stereo en Heloise and the Savoir Faire. Na enkele jaren stopte Wood met Simian Records.
Wood leent ook regelmatig zijn stem aan voice-overs voor videospelletjes, zoals onder meer de huidige stem van Spyro the Dragon en Mumble in het videospelletje van Happy Feet. Hij deelde zijn muzikaal talent met de rest van de wereld op Viggo Mortensens album 'Pandemoniumfromamerica', waarop hij zingt en verscheidene instrumenten bespeelt.
Ook is hij in één aflevering van Yo gabba gabba te zien, waar hij de poppendans doet.

## Trivia
Wood houdt zijn privéleven gescheiden van zijn werk en is terughoudend over zijn relaties. In 2005 rapporteerde Softpedia dat Wood uitging met Gogol Bordello's danseres Pamela Racine. De relatie zou begonnen zijn nadat de twee elkaar hadden ontmoet op de set van Everything Is Illuminated in 2004. 
In een interview over Everything Is Illuminated beschrijft regisseur Liev Schreiber Wood als een vrijgevig en oprecht persoon. Wood steunt ook veel campagnes voor goede doelen zoals Keep a Child Alive of ALDO/YouthAIDS.
Wood heeft na het filmen van Lord of the Rings op zijn rechterheup een tatoeage laten zetten van het Tengwar-symbool voor "negen". De tatoeage verwijst naar zijn personage als een van de negen leden van het reisgenootschap van de ring. De andere "reisgenoten" (Sean Astin, Sean Bean, Billy Boyd, Ian McKellen, Dominic Monaghan, Viggo Mortensen en Orlando Bloom) hebben dezelfde tatoeage. Alleen John Rhys-Davies (Gimli in Lotr) heeft de tatoeage niet laten zetten; diens "stunt double" heeft dit wel laten doen. Wood is ook in het bezit van dé ring, aan hem geschonken door Peter Jackson. Een tweede exemplaar van de ring schonk Jackson overigens aan tweede 'ringdrager' Andy Serkis (Gollum).
In mei 2006 publiceerde Autograph Collector Magazine een lijst van de tien beste en tien slechtste handtekenaars van Hollywood. Wood stond op de zevende plaats op de lijst van de tien beste handtekenaars.

## Privé
Wood heeft een relatie en heeft twee kinderen, een zoon en een dochter.